# Haaren (Aken)
Haaren is een wijk en stadsdeel (Stadtbezirk) van de Duitse stad Aken, deelstaat Noordrijn-Westfalen. Het stadsdeel telde in 2005 11.822 inwoners.
Haaren was tot 1972 een zelfstandige gemeente, bestaande uit de dorpen Haaren, Hüls en Verlautenheide, en een aantal kleinere kernen. Op 1 januari van dat jaar ging de gemeente op in de gemeente Aken. De drie dorpen werden wijken van Aken.

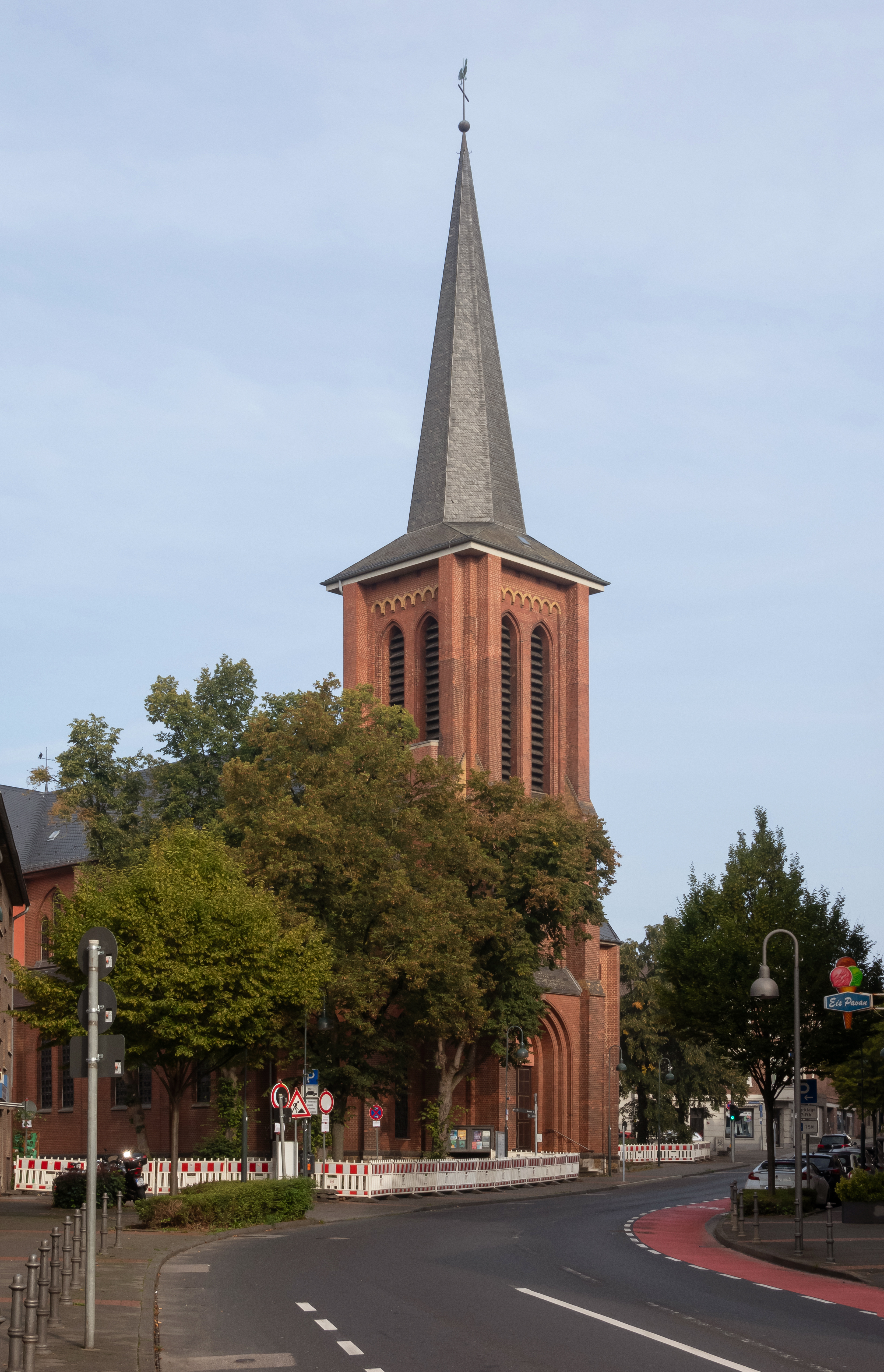
Haaren, kerk: Sankt Germanus Kirche

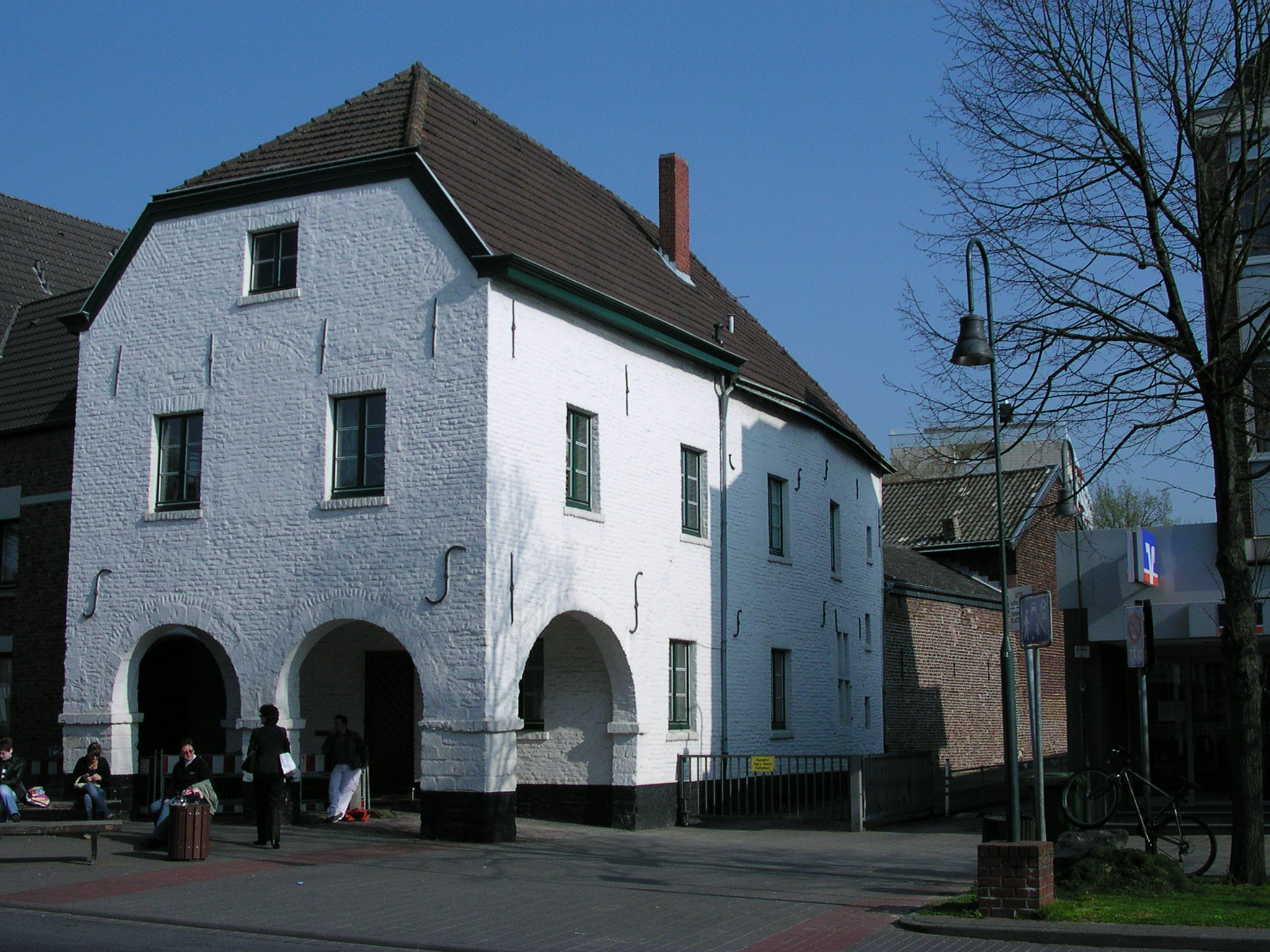
Zehnthof